# 마렝고 전투
마렝고 전투(Battle of Marengo, 프랑스어: Bataille de Marengo, 1800년 6월 14일)는 이탈리아 피에몬테주(州) 알렉산드리아 도시 근교 남동쪽 5km 떨어진 마렝고 평원에서 나폴레옹 보나파르트 휘하의 프랑스군이 미하엘 폰 멜라스가 이끄는 오스트리아군의 기습 공격을 받아 격전끝에 이를 물리치고 오스트리아군을 이탈리아에서 몰아내었다. 이 전투의 승리로 인해 나폴레옹은 파리에서 자신의 정치적 영향력을 강화할 수 있었다.
브뤼메르 쿠데타(Brumaire coup)로 인해 신설된 제 1집정관(First Consul)이 된 나폴레옹은 휘하의 프랑스군을 이끌고 진군하던 와중에 멜라스 장군이 지휘하는 오스트리아군에 공격을 받았다. 프랑스군은 허를 찔렸고 물러날 상황에 처했다. 그러나 전투 와중에 나폴레옹이 보낸 전언으로 인해 루이 드제(Louis Desaix)가 지휘하는 선발 예비대가 돌아와 전투에 참여했다. 드제는 포격을 가한 끝에 반격을 시도했고, 물러나는 오스트리아군을 추격하였다. 이때 패주하는 오스트리아군의 추격을 맡은 기병대의 지휘는 프랑수아 에티엔 켈레르만(François Étienne Kellermann)이 맡아 오스트리아군에 치명적인 타격을 입히는 데 성공했다. 오스트리아군은 이 전투에서 약 9,500명이 전사하거나, 부상을 입고, 포로로 잡히는 등 막대한 피해를 입은 상태로 알렉산드리아로 물러났다. 프랑스군의 피해는 상대적으로 적었으나 역전을 성공시킨 주역 드제는 난전 중에 전사하고 말았다.

## 배경
1798년 오스트리아는 제2차 대프랑스 동맹을 결성하고 프랑스에 대한 선전포고을 개시하고 1800년까지 북 이탈리아의 대부분을 탈환했다. 1799년 제 1통령에 취임하여 프랑스 독재권을 확립한 나폴레옹은 반격을 위해 제네바에 군을 집결시켰다. 1800년 5월 37,000명을 이끌고 그랑 생 베르나도 고개(Gran San Bernardo)을 넘어 북 이탈리아에 진출했다.
그때 오스트리아군은 이탈리아에서 프랑스군을 몰아내는 임무를 맡은 미하일 폰 멜라스가 10만의 병력을 갖고 이탈리아 방면군 사령관 앙드레 마세나를 압도하여 이탈리아의 요충지 제노바를 포위하고 있었다. 나폴레옹은 오스트리아군의 배후에 있던 밀라노와 파비아를 점령하여 멜라스와 오스트리아-알프스 방면군을 분단시키는 작전에 나섰으나 제노바의 프랑스군 부대는 한계에 달하여 6월 4일 항복했다. 오스트리아군은 토리노에 집결했다.
나폴레옹은 오스트리아군의 후방차단을 노리고 폰강을 건너 6월 9일 전위부대가 제노바에서 진출한 오스트리아군과 충돌하여 승리했다. 오스트리아군은 퇴로가 차단당할 위험이 생겼고, 사령관 멜라스는 상황을 반전시키기 위해 나폴레옹을 공격하기로 하고, 동쪽으로 진군할 것을 결정한 뒤 알렉산드리아에 집결하여 프랑스군과 대결하기 위해 전진했다. 이에 대해 나폴레옹의 프랑스군은 오스트리아군 주력이 알렉산드리아엔 없고, 제노바 방면으로 퇴각하고 있다고 판단하고 상당한 전력을 가진 분견대를 분산하여 오스트리아군의 북쪽 퇴로인 포강과 남쪽 퇴각로인 제노바로 서진했다.
루이 드제군단의 별동대는 제노바에 대한 차단을 위해 파견하고, 주력은 멜라스와 맞아 싸우기 위해 마렝고로 향했다. 그러나 오스트리아군 주력은 이미 알렉산드리아에서 전진하고 있었고, 이렇게 양군은 6월 14일 알렉산드리아 근교의 마렝고 평원에서 서로 만나게 된 것이다. 멜라스는 공격을 개시했고, 나폴레옹은 자신이 이 전투에서 불리한 상황에 처했음을 알아차렸다.

## 오스트리아군 공격
오스트리아군(약 3만 1천의 전력과 100문의 포)은 보르미다 강(Bormida River)을 좁은 폭에 있는 두 개의 다리를 통해 건너(강은 쉽게 건너기 힘든 곳이었다.) 알렉산드리아에서 동쪽으로 이동하였다. 오스트리아군은 공격을 서두르지 않았다. 오스트리아군의 이동은 오전 6시에 시작되었는데 9시까지도 아직 준비를 하고 있었다.
안드레아스 오레일리( Andreas O'Reilly)가 지휘를 맡은 약 3,300명의 오스트리아군 전위대는 프랑스군의 정찰거점을 점령하고 오스트리아군의 우익으로서 전열을 정비하였다. 멜라스가 지휘하는 18,000명의 오스트리아군 중앙은 폰타노(Fontanone) 하천 앞에 배치되어 있는, 클로드 빅토르(Claude Victor)의 휘하 군단의 1개 혹은 2개의 사단을 지휘하는 가스파르 가르당(Gaspard Gardanne)의 프랑스 보병대의 저지를 받을 때까지 마렝고로 진군하였다. 피터 오트(Peter Ott)장군이 지휘를 맡은 7,500의 오스트리아군 좌익은 프랑스군의 북쪽에 위치한 카스텔 케리올로 성(Castel Ceriolo)을 프랑스군이 방어하고 있다고 오해하고 그곳으로 향했다. 그러나 이 움직임은 프랑스군의 우익을 포위하거나, 프랑스군의 전열과 밀라노와의 연락망을 끊을 수도 있었기에 프랑스군에게는 위협적이었다.
가르당 휘하의 부대는 훌륭한 활약을 펼쳐 상당한 시간 동안 오스트리아군을 저지하였다. 가르당 휘하의 사단이 지쳤을 때 빅토르는 이들에게 폰타노 하천 뒤로 퇴각하라는 명령을 내렸고, 휘하의 2번째 사단을 지휘하던 자크 삼발르(Jacques Chambarlhac)에게 오스트리아군을 상대하라는 명령을 내렸다. 그러나 자크 삼바르는 수적으로 우세한 오스트리아군과 싸울 용기를 잃었고 곧 궤주하였다. 프랑스군은 오후까지 마렝고 마을과 폰타노 하천을 따라 전열을 유지하고 있었다. 그러나 이때 우익과 좌익 모두 아무 장해물 없이 노출되어 있었다. 우선 멜라스는 빅토르가 방어를 맡은 지역에 카를 해딕(Karl Haddick)의 사단을 보내 맹공을 펼쳤다. 그러나 카를 하디크는 전사하고 휘하 부대는 퇴각하였다. 이에 멜라스는 콘라드 카임(Conrad Kaim)의 사단을 보냈다. 결국 프랑스군에 지원군이 도착하자 피터 모르친(Peter Morzin) 휘하의 정예 척탄병 사단이 마렝고 마을 공격을 위하여 파견되었다. 이때 멜라스는 심각한 전술적 실수를 저지르고 말았다. 그는 루이 가브리엘 쉬셰(Louis Gabriel Suchet) 휘하의 군단이 남쪽으로부터 알렉산드리아로 접근한다는 잘못된 보고를 곧이곧대로 믿고 님프스히(Nimptsch)의 후사르 여단 2,300명을 떼어내 있지도 않은 남쪽의 적을 저지하는 데 파견했다.
마렝고에서 5km 정도 떨어져있던 나폴레옹은 오스트리아 기병대 일부가 남쪽으로 이동했음을 알았다. 나폴레옹은 오전 10시쯤에 이러한 오스트리아군의 움직임이 퇴각을 엄호하기 위한 양동작전이 아니라는 것을 깨달을 수 있었다. 나폴레옹은 휘하의 부관 장 란(Lannes)과 조아생 뮈라(Murat)에게 빅토르 휘하의 군단을 지원할 것을 명령했다. 장 란 휘하의 군단은 프랑수아 와트린(François Watrin)의 보병 사단, 조제프 마이노니(Joseph Mainoni)의 보병 여단 그리고 피에르 샹포(Pierre Champeaux)의 기병 여단으로 구성되어 있었다. 장 란 군단은 좌측이 취약한 전열을 이루었다. 켈레르만(Kellermann) 휘하의 중기병 여단과 제8 용기병 부대는 좌측의 보호를 맡았으나 빅토르 휘하의 부대를 포위공격하기 위해 공격을 개시한 조반니 필라티(Giovanni Pilati) 휘하의 오스트리아 경 용기병 부대의 공격을 받아 격파 당했다. 샹포는 오트 휘하의 부대를 저지하기 위해 싸우다가 전사하였다. 오전 11시가 되었을 무렵 나폴레옹은 전장에 있었고, 분견대로 파견했던 부대들에게 급히 명령을 내려 구원하러 오도록 하였다.
프랑스 군 분견대가 달려오는 동안 장 샤를 모니에르(Jean-Charles Monnier) 사단과 집정관 근위대가 마렝고를 지키기보다는 탄약이 떨어져 가는 빅토르 휘하 부대가 방어를 하고 있던 프랑스군의 우익으로 달려가 방어에 합류했다. 오후 2시경 프랑스군은 카스텔 케리올로를 공격했다. 오트는 모니에르의 군대를 격파하였다. 이에 모니에르는 북쪽으로 물러나야 했다. 거의 같은 시작 마렝고가 오스트리아군에 함락되었고 나폴레옹 휘하의 부대는 총퇴각 할 수밖에 없었다.
프랑스군은 약 3km정도를 물러난 후 산 길리아노(San Giuliano)에서 간신히 병력을 재집결할 수 있었다. 프랑스군은(일단 23,000명의 병력과 16문의 포로 이루어져 있었다.) 수적으로 오스트리아군에 비해 불리했고, 유리한 방어거점을 상실한 상태였다. 전황은 오스트리아군에게 유리하게 돌아가고 있었다. 멜라스는 작은 부상을 입은데다가 70세의 고령이었기 때문에 지휘권을 참모장 안톤 자흐(Anton Zach)에게 넘겼다. 오스트리아군 중앙은 프랑스군을 전장에서 몰아내기 위해 총 공격을 감행하였다. 오스트리아군의 우익에서 오레일리가 소규모 프랑스 분대(이들은 대부분 포로로 잡혔다.)를 습격하느라 시간을 낭비하며 남쪽으로 이동하고 있었다. 이로 인해 오레일리의 부대는 오스트리아군 본대와 거리가 멀어지게 되었다. 오스트리아군의 좌익을 담당한 오트는 올리버 리바우드(Olivier Rivaud) 휘하의 소규모 기병 여단이 북쪽에서 견제를 하고 있었기 때문에 프랑스군을 몰아붙이는 데 실패하고 말았다.

## 프랑스군의 반격
오후 3시가 막 지났을 무렵 나폴레옹으로부터 남쪽 방면의 견제를 명령 받은 드제(Desaix)는 나폴레옹 본인 휘하의 병력(장 부데(Jean Boudet) 휘하의 사단으로 5,000명의 보병과 8문의 포로 구성되어 있음)을 이끌고 온 것을 발견했고, 그에게 어떻게 된 일인지 들었다. 이 이야기를 듣고 나폴레옹은 드제에게 어떻게 생각하는지를 물었고 드제는 대답했다.
"이 전투는 완전히 패했습니다. 그러나 시간은 아직 오후 2시, 이제는 저희가 이길 차례입니다."
프랑스군은 재빨리 움직여 산 길리아노 앞에 체력을 충분히 비축한 병사들을 배치하였다. 그리고 오스트리아군은 느리게 공격을 개시했다. 오귀스트 마르몽(Auguste Marmont)은 남은 프랑스군의 포를 총동원해 진군해오는 오스트리아군에 포격을 개시했다. 부데 사단은 여단의 전열을 이루어 오스트리아군의 종대 끝을 향해 전진하여 프란시스 세인트 줄리엥(Francis Saint-Julien)이 지휘하는 오스트리아군의 선봉 여단을 격파하였다. 자흐는 프란츠 라터만(Franz Lattermann) 휘하의 척탄병 여단으로 하여금 전열을 구성하여 전진시킨 후 다시 공격을 재개하였다. 위기 상황에서 나폴레옹은 드제를 다시 파견했고, 기병대에게 돌격을 명령했다. 마르몽이 지휘하는 포병대는 오스트리아군에게 근거리에서 포도탄을 쏘아댔다. 얼마 후 오스트리아군의 화약 운송차가 폭발하였다. 이렇게 혼란이 퍼진 와중에 켈레르만의 중무장 기병대(약 400명)가 라테만 휘하의 부대의 좌측을 공격하였다. 이에 오스트리아 척탄병 부대는 견디지 못하고 붕괴되었다. 자흐와 휘하의 많은 병사들이 포로로 잡혔다. 조아생 뮈라와 켈레르만은 즉각적으로 오스트리아 기병대에 대한 공격을 시작했고, 이들을 궤주시켰다. 오스트리아 기병대는 오스트리아군의 후방을 통해 도망쳤고, 이로 인해 오스트리아 군 후방은 큰 혼란에 빠졌다. 제2 척탄병 여단과 혼란에 휩쓸리지 않은 기병대의 도움으로 인해 오스트리아군 중군은 간신히 보르미다(Bormida)의 뒤에 있는 안전한 장소에 도착할 수 있었으나 프랑스군의 추격은 계속되었다. 오트와 오레일리 휘하의 양 측은 무사히 퇴각하는 데 성공하였다. 그러나 오스트리아군은 상당한 타격을 입었다. 12시간의 전투 와중에 15개의 군기 40문의 포를 잃었고, 거의 3,000명이 포로로 잡혔다. 그리고 사상자는 6,000명에 달했다. 프랑스군의 사상자는 4,700명 정도이고 900명이 실종되거나 포로로 잡혔다. 그러나 프랑스군은 전장을 탈환하였고, 전략적인 주도권도 얻을 수 있었다. 그러나 드제의 몸이 전사한 병사들의 시신들 가운데서 발견되었다.

## 영향
24시간의 전투 끝에 멜라스는 협상에 임하기로 하였다.(알렉산드리아 협정 Convention of Alexandria) 이를 통해 오스트리아군은 티치노강(Ticino River) 서쪽의 북부 이탈리아에서 퇴각하였고, 이탈리아에서 군사작전을 중지할 수밖에 없었다. 프랑스 제 1 집정관으로서의 나폴레옹의 위치는 이전의 전역과 이 전투의 승리로 인해 더욱 확고해졌다. 그러나 오스트리아는 여전히 프랑스와 전쟁을 계속하였다. 결국 모로(Moreau) 장군 휘하의 프랑스군이 알프스 이북에서 1800년 11월 3일 호엔린덴 전투(Battle of Hohenlinden)를 통해 오스트리아군을 격파함에 따라 오스트리아는 프랑스와 종전을 하게 된다.

## 일화
- 양파와 버섯을 와인과 토마토소스에 삶은 유명한 닭요리는 치킨 마렝고(Chicken Marengo)라 불리는데, 이 전투에서 이름을 따왔다. 지역 전승에 따르면 나폴레옹의 요리사가 근처에서 찾을 수 있는 재료들을 이용해 만들었다고 한다.
- 사르도우(Sardou)의 연극 라 토스카(La Tosca), 푸치니(Puccini)의 오페라 《토스카》Tosca)는 모두 이 사건이 일어났던 때를 주로 다루고 있다. 푸치니의 오페라의 경우 테 데움(Te Deum 토스카가 잔칫날 저녁 부르는 노래)은 마렝고에서 나폴레옹이 '패배'했음을 기념하고 있다. 이 상황은 초전에 프랑스군이 불리했던 소식이 전해졌을 때이며, 후에 나폴레옹이 전투에서 최종적으로 승리했다는 것이 명백해 지자, 제2막에서는 나폴레옹이 승리했다고 수정한다.

## 참고
- 역사군상시리즈 《전략전술병기사전 유럽근세편》
- Arnold, James R. (2005). Marengo & Hohenlinden: Napoleon's Rise to Power. Pen & Sword.
- Smith, D. (1998). The Greenhill Napoleonic Wars Data Book. Greenhill Books.
- Shosenberg, James (June 2000). "To Marengo, Battle of 1800". Military History 17 (II).